# Brandon Reid
Brandon Reid (* 9. März 1981 in Kirkland, Québec) ist ein ehemaliger kanadischer Eishockeyspieler und derzeitiger -trainer, der zuletzt die Krefeld Pinguine in der Deutschen Eishockey Liga als Cheftrainer betreute. 

## Karriere

### Spieler
Reid begann seine Eishockeykarriere im Jahre 1997 in der kanadischen Juniorenliga Ligue de hockey junior majeur du Québec bei den Halifax Mooseheads. In seiner dritten Saison in Halifax war der Rechtsschütze Topscorer seines Teams. In den 62 Spielen, die er absolvierte, erzielte der 1,77 m große Center 124 Scorerpunkte und wies eine Plus/Minus-Statistik von +30 auf. Als Folge dessen wurde Reid während des NHL Entry Draft 2000 von den Vancouver Canucks in der siebten Runde an insgesamt 208. Stelle ausgewählt. Nach einem weiteren Jahr in der LHJMQ, diesmal bei den Foreurs de Val-d’Or, wechselte der Angreifer zur Spielzeit 2001/02 in die American Hockey League zu den Manitoba Moose, dem Farmteam der Vancouver Canucks.
Dort entwickelte sich der Kanadier zu einem der Führungsspieler und stand während der Saison 2002/03 erstmals im Kader der Canucks. Letzten Endes wurde Reid in sieben Spielen eingesetzt und kam dabei auf fünf Scorerpunkte. Im darauffolgenden Jahr ging er hauptsächlich für die Manitoba Moose in der AHL aufs Eis und absolvierte lediglich drei Spiele in der National Hockey League.
Schließlich wechselte der technisch versierte Stürmer in der Sommerpause 2004 in die Deutsche Eishockey Liga zu den Hamburg Freezers, die ihn mit einem Einjahresvertrag ausstatteten. Nachdem der Vertrag am Ende der Saison 2004/05 nicht verlängert worden war, zog es ihn in die Schweizer Nationalliga A zu den Rapperswil-Jona Lakers. Nach einer erfolgreichen Spielzeit erhielt Reid ein Angebot seines früheren Arbeitgebers, den Vancouver Canucks. Der Angreifer konnte sich in der NHL jedoch erneut nicht durchsetzen und spielte überwiegend in der AHL für die Manitoba Moose.
Letzten Endes erschien ein dauerhaftes Engagement in der National Hockey League unwahrscheinlich und somit forcierte der Kanadier einen Wechsel nach Europa. Schließlich waren es die Verantwortlichen der DEG Metro Stars, die ihn zur Spielzeit 2007/08 nach Düsseldorf transferierten. Reid konnte dort überzeugen und erzielte in einem der längsten Spiele der DEL-Geschichte zwischen den Hannover Scorpions und den DEG Metro Stars im dritten und letzten Spiel der Play-off-Qualifikationsrunde nach 91:44 Minuten das entscheidende 3:2. Nach Ablauf der Saison 2007/08 wurde sein Vertrag um ein weiteres Jahr verlängert.
In der Saison 2008/09 konnte der Offensivspieler mit der DEG das Finale um die Deutsche Meisterschaft erreichen, welches mit 1:3-Siegen gegen die Eisbären Berlin verloren ging. Reid erzielte in 16 absolvierten Play-off-Partien 21 Punkte und wurde somit zum Topscorer. Zudem zeichneten ihn die Juroren der Deutschen Eishockey Liga zum wertvollsten Spieler der Play-offs aus.
2010 ging er zu den Rapperswil-Jona Lakers in die Schweizer National League A. Im Juni 2012 kehrte er in die DEL zu den Hamburg Freezers zurück, wo er im Frühjahr 2013 jedoch keinen neuen Vertrag erhielt. Im Juni 2013 wurde Reid vom HK ZSKA Moskau aus der Kontinentalen Hockey-Liga (KHL) unter Vertrag genommen, kam aber in der Saison 2013/14 nur zu 26 Einsätzen in der KHL.

### Trainer
Aufgrund anhaltender Verletzungsprobleme beendete er im Sommer 2014 seine aktive Profikarriere und betreute in der Spielzeit 2015/16 den Vojens IK, die zweite Mannschaft von SønderjyskE Ishockey, in der 1. division als Cheftrainer. Ende Mai 2016 wurde er vom dänischen Erstligisten Aalborg Pirates als Cheftrainer verpflichtet. In seinem ersten Jahr als Aalborger Trainer schloss er die Punktrunde in der dänischen Liga als Tabellenerster ab.
Im Spieljahr 2017/18 führte Reid Aalborg zum Gewinn der dänischen Meisterschaft sowie zum Triumph im Pokalwettbewerb. Anfang Mai 2018 wurde er als neuer Cheftrainer der Krefeld Pinguine in der Deutschen Eishockey Liga vorgestellt. Mitte Dezember 2019 wurde Reid in Krefeld entlassen, nachdem die Mannschaft im vorherigen Verlauf der Saison 2019/20 sieben Spiele gewonnen und 19 verloren hatte.

## Erfolge und Auszeichnungen
| - 2000 George Parsons Trophy - 2000 LHJMQ Second All-Star Team - 2001 Coupe-du-Président-Gewinn mit den Foreurs de Val-d’Or - 2001 LHJMQ First All-Star Team - 2001 Trophée Frank J. Selke | - 2001 George Parsons Trophy - 2001 CHL Sportsman of the Year - 2001 CHL Second All-Star Team - 2004 Teilnahme am AHL All-Star Classic - 2018 Dänischer Meister und Pokalsieger (als Cheftrainer) |

### International
- 2000 Bronzemedaille bei der U20-Junioren-Weltmeisterschaft
- 2001 Bronzemedaille bei der U20-Junioren-Weltmeisterschaft

## Karrierestatistik

### International
Vertrat Kanada bei:
- U20-Junioren-Weltmeisterschaft 2000
- U20-Junioren-Weltmeisterschaft 2001

(Legende zur Spielerstatistik: Sp oder GP = absolvierte Spiele; T oder G = erzielte Tore; V oder A = erzielte Assists; Pkt oder Pts = erzielte Scorerpunkte; SM oder PIM = erhaltene Strafminuten; +/− = Plus/Minus-Bilanz; PP = erzielte Überzahltore; SH = erzielte Unterzahltore; GW = erzielte Siegtore; 1 Play-downs/Relegation; Kursiv: Statistik nicht vollständig)